# Sarıbalta
Sarıbalta ist ein Dorf im Landkreis Çemişgezek der türkischen Provinz Tunceli. Im Jahre 2011 lebten in Sarıbalta 591 Menschen.